# Кім Анатолій Андрійович
Анатолій Андрійович Кім (нар. 15 червня 1939, село Сергіївка, Південно-Казахстанська область) — російський радянський та прозаїк, драматург і перекладач казахського походження.

## Біографія
Народився 15 червня 1939 року в селі Сергіївка Південно-Казахстанської області Казахської РСР в сім'ї вчителя. Корейські предки Кіма переселилися в Росію в XIX столітті. У 1937 році його батьків заслали в Казахську РСР, а в 1947 р. — на Сахалін. Навчався в Московському художньому училищі пам'яті 1905 року, тому часто виступає як художник-оформлювач власних книг.
У 1971 році заочно закінчив Літературний інститут ім. Горького. Пробував себе у багатьох професіяхі. Почав з публікації оповідань і повістей, що тематично пов'язані з Далеким Сходом і Сахаліном, і мають печатку національного корейського світогляду, побуту і фольклору. Згодом викладав у Сеулі (Південна Корея).
Багато їздив по російському Нечорнозем'ю, де «дихав атмосферою справжньої російської мови». 1979 року прийняв християнство, а пізніше написав роман «Онлірія», який один з літературних критиків охарактеризував як «дисертацію на звання християнського письменника».
Член СП СРСР (1978). Був членом правлінь СП РРФСР (1985-91) та СП СРСР (1986-91), виконкому Російського ПЕН-центру (з 1989), редколегії газет «ЛГ» (1990-97), «День», журналів «Сов. література (на іноземним грома. мовами)», «Московський вісник» (з 1990). Член редколегій і товариств. рад журналів «НМ», «Роман-газета» (з 1998). Академік Академії російської словесності (1996).
Має дачі в Клепиковському районі Рязанської області, на території Колісниківської сільської поселення, у селах Немятово і Уречне.
З кінця 2004 р. жив у Казахстані, хоча часто відвідував Росію. Повернувся в Москву в 2012, відтоді живе в Передєлкіно.

## Нагороди та премії
- Премія журналу «ДН» (1980),
- Премія Євангелічної церкви Рейнланду (1981),
- Орден «Знак Пошани» (1984).
- Премія журналу «Юність» (1997),
- Премія ним. Ю. Казакова ПЕН-клубу Казахстану (2000).
- Премія «Ясна Поляна» (2005).
- Золотий Орден Мугунхва Президента Кореї за внесок у світову культуру (2014)

## Вибрані твори

### Переклади
Анатолій Кім багато перекладає на російську мову видних казахських письменників. Найбільші проекти: «Останній борг» Абдижамила Нурпеїсова (2000, отримав міжнародну премію ім. Ю. Казакова Казахстанського пен-клубу) і новий варіант епопеї «Шлях Абая» Мухтара Ауэзова (2007).